# Skjold, Troms
Skjold är en tätort i Målselvs kommun i Troms fylke i norra Norge. Orten utgjorde tidigare centralort i dåvarande Øverbygds kommun.